# Dmitri Klebanov
Dmitri Lvovitch Klebanov, né le 25 juillet 1907 à Kharkov (Ukraine) et mort le 6 juin 1987 dans la même ville, est un compositeur soviétique ukrainien.

## Biographie
Il étudie le piano, le violon, la composition et la direction d'orchestre à l'Institut de théâtre et de musique de Kharkov avec comme professeur Sergueï Bogatyriov. Il devient professeur de composition au Conservatoire de musique de Kharkov à partir de 1960. Sa première symphonie dédiée aux victimes de Babi Yar est fort mal accueillie par les autorités soviétiques qui la jugent anti-patriotique ce qui lui vaut d'être mis au ban de la vie musicale officielle en URSS
Privé dès lors de toute diffusion et enregistrement, Dmitri Klebanov se rapproche dans son style de la voie officielle du réalisme socialiste. Tout ceci  explique l'absence d'audience internationale de sa musique et l'anonymat quasi total dans lequel le compositeur est plongé durant près de trente ans. C'est sa rencontre au début des années 1980 avec la violoniste Mela Tenenbaum qui le remet sur le devant de la scène en engageant Klebanov dans une période de créations musicales originales comme les silhouettes japonaises et le concerto pour alto.
Il meurt le 6 juin 1987 à Kharkov.

## Compositions principales

### Opéras
- By One Life (1947)
- Vasily Gubanov (1966)
- The Communist  (1967) ; révision de Vassily Gubanov
- Red Cossacks (1971)
- The Baby Stork, Children's Opera (1934)

### Ballets
- The Baby Stork (1936)
- Svetlana (1939)

### Comédies musicales
- The Amur Guest (1938)
- To Your Health (1941)
- My Guard (1942)
- My Boy (1947)

### Orchestre
- Ukrainian Concertino (1940)
- Symphonie no 1 « En Mémoire des martyrs de Babi Yar » (1945)
- Ukrainian Suite (1949)
- Symphonie no 2 (1952)
- Symphonie no 3 (1956)
- Symphonie no 4 (1958)
- Symphonie no 5 (1959)
- Suite no 1 pour orchestre de chambre (1971)
- Four Preludes and Fugues (1975)
- Suite no 2 pour orchestre de chambre (1976)
- Symphony no 6 (1981)

### Concertos
- Concerto no 1 pour violon et orchestre (1939)
- Poème-Fantasie sur un thème de Nishchinsky  (1950)
- Concerto no 2 pour violon et orchestre (1951)
- Concerto pour flute, harpe, orchestre à cordes et percussions (1974)
- Concerto pour alto et orchestre à cordes (1983)
- Japanese Silhouettes pour viole d'amour, soprano et ensemble (1987)

### Musique de chambre
- Quatuor à cordes no 1 (1925)
- Nocturne and Canzonetta pour violon et piano (1926)
- Quatuor à cordes  no 2 (1926)
- Quatuor à cordes  no 3 (1933)
- Song pour violon et piano (1943)
- Quatuor à cordes  no 4 (1946)
- Quintette à cordes  (1953)
- Melody and Waltz pour violon et piano  (1958)
- Piano Trio No. 2 (1958)
- Quatuor à cordes  no 5 (1966)
- Quatuor à cordes  no 6 (1968)

### Piano
- 4 Pièces  (1957)

### Musique de film
- Maiskaya notch de Nicolai Sadkovitch (1938)
- L'Exploit d'un éclaireur, réalisé par Boris Barnet (1947)
- Moya doch de Viktor Zhilin (1957)
- Flagi na bashnyakh d'Abram Naroditsky (1958)